# Cinque Buddha

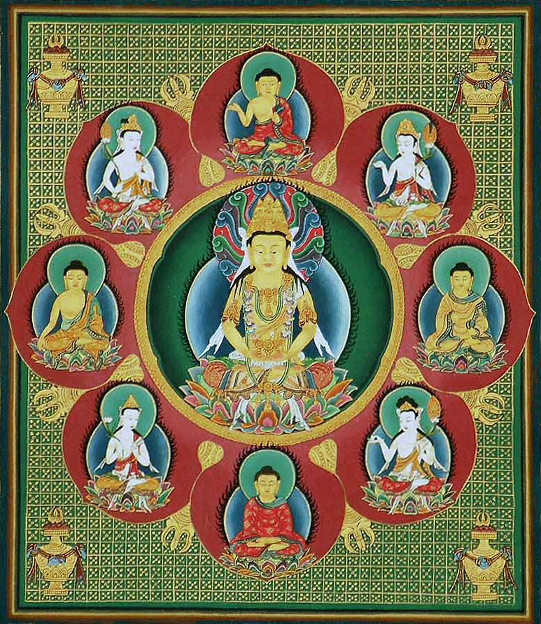
Un garbhadhātu-maṇḍala giapponese con i Cinque Buddha. Il garbhadhātu-maṇḍala (胎藏界曼荼羅) rappresenta l'insieme dei fenomeni mentali e delle forme dell'universo. Al centro del maṇḍala è posto Mahāvairocana Buddha (大日如來), che rappresenta la "Natura di Buddha" in ogni essere, ed è circondato da quattro buddha (colorati in oro) e quattro bodhisattva (colorati in bianco). Partendo dall'alto e in senso orario: Ratnaketu (宝幢), Samantabhadra (普賢菩薩) Saṃkusumitarāja (開敷華王), Mañjuśrī (文殊菩薩), Amitābha (阿彌陀), Avalokiteśvara (觀自在菩薩), Divyadundubhimeganirghoṣa (天鼓雷音), e Maitreya (彌勒菩薩).

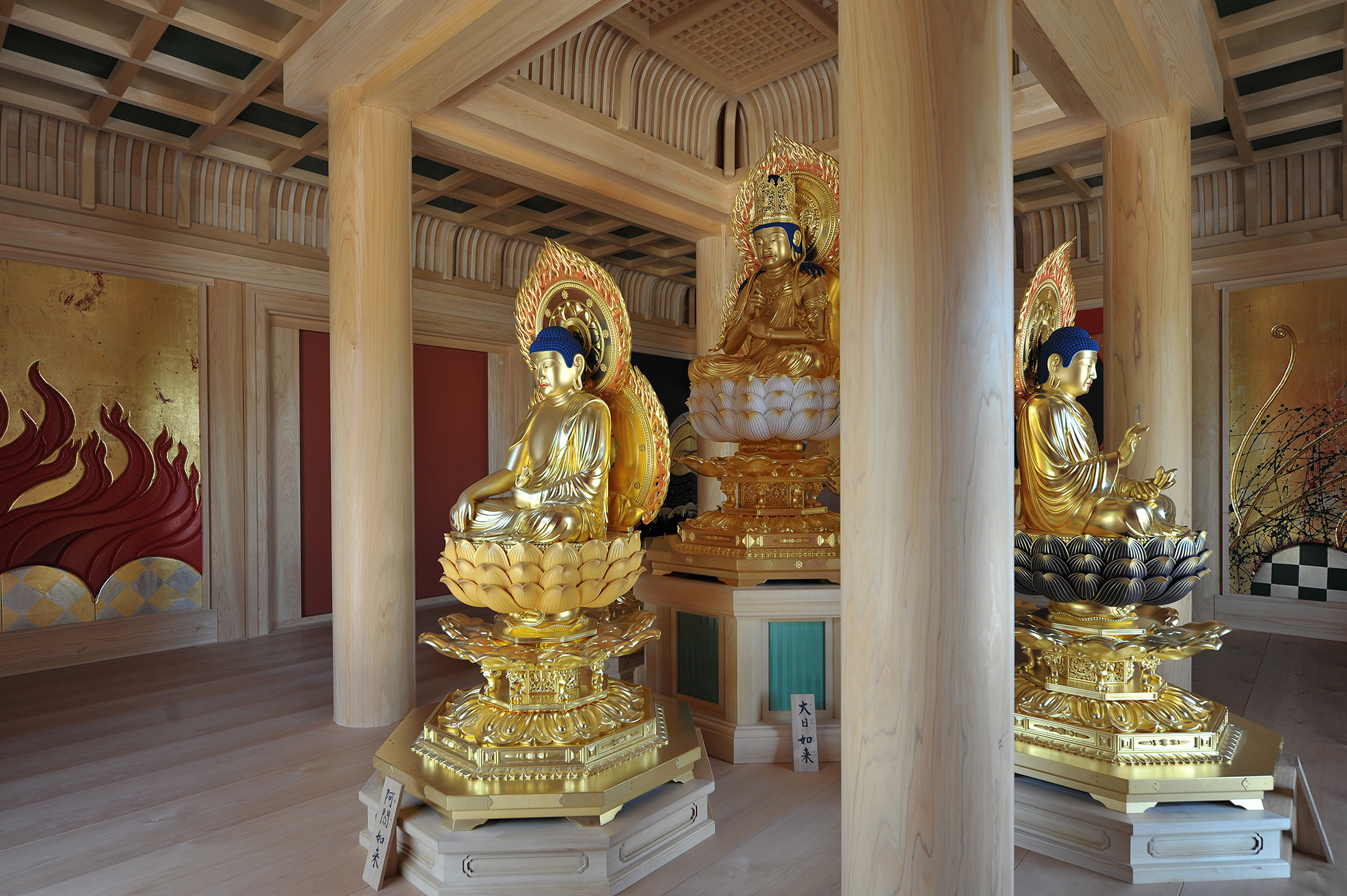
Renge-in Tanjō-ji

Nel Buddhismo esoterico, i Cinque Buddha  (sanscrito pañca-buddha, cinese 五佛 wǔfó, cor. obul, giapp. gobutsu) noti anche come Cinque Jina (sanscrito panca jina, tibetano rgyal-ba lnga,  "Cinque Conquistatori") con il nome giapponese Go Chi Nyorai (五智如来?, "Cinque Tathāgata della saggezza") sono un gruppo di Buddha ricorrenti nei maṇḍala.
La loro genesi, secondo molte tradizioni tantriche, è delle più antiche, essendo essi emanazioni dell'Ādi-Buddha, principio originatore dell'universo spirituale.

## Significato
I Panka Jina costituiscono il nucleo delle Panka-Kula-Buddha (lett."Cinque Famiglie dei Buddha").
Ognuno di loro, associato ad un colore, all'"attributo" della sua famiglia e ad una direzione cardinale del Mandala, rappresenta la natura pura di uno dei Cinque Aggregati (Skandha).
A ogni Jina si unisce una Consorte che simboleggia l'essenza luminosa dei cinque elementi, e quattro Bodhisattva che rappresentano diverse funzioni psicofisiche, gli organi di senso che le creano e gli oggetti che vengono percepiti dagli organi di senso (Vairocana è privo di quest'ultimo particolare).
A ciascuno di essi è associata anche una delle Cinque Saggezze, corrispondente ad una delle cinque passioni trasmutate.
Nel sistema dei Tantra antichi (e in particolare nel Guhyagarbhatantra) vengono descritti così:
1. Al centro siede il Buddha Vairocana (lett."Grande Illuminatore"). Egli è Colui che riassume in se stesso le qualità degli altri quattro Jina, ed è considerato il "Padre" di tutti i Buddha.
Rappresenta l'aggregato purificato della Forma. Come gli altri Jina, è rappresentato nell'iconografia Tibetana con le caratteristiche del Sambhogakaya, dalla carnagione bianca splendente, con le mani nel dhyanimudra che reggono la Dharmachakra (lett."Ruota della Legge"), simbolo della Famiglia Tathagata. Siede sopra un trono sorretto da leoni (suo veicolo o animale simbolico). È in unione con Vajradhatvisvari (lett."L'Adamantina Datrice di Silenzio"), anch'essa bianca,  che rappresenta l'elemento etere purificato. La sillaba seme di questa Famiglia è Om.
La sua Saggezza è la Saggezza del Dharmadhatu (ossia la Saggezza della Realtà Assoluta , priva di dualismo o relatività), trasmutazione dell'Ignoranza-Stupidità.
2. A est siede Akṣobhya (lett."L'Imperturbabile"). Rappresenta l'aggregato purificato della Coscienza. È di colore blu profondo, con la mano destra nel bhumisparsamudra ("Gesto di toccare la terra"), e la sinistra che regge un Vajra, emblema della Famiglia Vajra. Siede su un trono sorretto da elefanti (suo veicolo o animale simbolico). È in unione con Buddhalocana (lett."Occhio dei Buddha"), anch'essa blu, che rappresenta l'elemento acqua purificato. Sono affiancati dai Bodhisattva Akasagarbha, rappresentante la coscienza visiva, Vajrapani, rappresentante l'organo occhio, Lasya, rappresentante le immagini, e Aloka (lett."Lampada"), rappresentante il concetto di "Passato" .
La sillaba seme di questa Famiglia è Hum. La sua Saggezza è la Saggezza "simile allo specchio" (ossia la Saggezza che conosce perfettamente cos'è vero e cos'è falso, cos'è autentico e cos'è illusorio, che percepisce la realtà così com'è, senza pregiudizi od opinioni), trasmutazione della Ira-Odio.
3. A ovest siede Amitabha (lett."Luce Infinita"). Rappresenta l'aggregato purificato della percezione. È di colore rosso, con le mani nel dhyanimudra che reggono un Loto, simbolo della Famiglia Padma. Siede su un trono sorretto da pavoni (suo veicolo o animale simbolico). È in unione con Pandaravasini (lett."La Biancovestita"), anch'essa rossa, che rappresenta l'elemento fuoco purificato.
Sono affiancati dai Bodhisattva Avalokitesvara, rappresentante la coscienza gustativa, Maharaga, rappresentante l'organo lingua, Ghirti  , rappresentante i gusti, e Sumati (lett."Preghiera"). 
La Sillaba seme di questa Famiglia è Hrih. La sua Saggezza è la Saggezza Discriminante (ossia la Saggezza che comprende cosa è veramente necessario agli esseri senzienti e cosa non lo è), trasmutazione dell'Attaccamento-Lussuria.
4. A sud siede Ratnasaṃbhāva (lett."Nato da un Gioiello"). Rappresenta l'aggregato purificato delle sensazioni. È di colore giallo-oro , con la mano destra nel varadamudra (lett."Gesto del dono"), e la sinistra che regge Cintamani (lett."Gioiello Prezioso"), la gemma che esaudisce tutti i desideri, emblema della Famiglia Ratna.
Siede su un trono sorretto da cavalli (suo veicolo o animale simbolico). E in unione con Mamaki (lett." La Terrosa"), anch'essa gialla, che rappresenta l'elemento terra puruficato. Sono affiancati dai Bodhisattva Ksitigarbha , rappresentante la coscienza olfattiva, Samantabhadra, rappresentante l'organo naso, Maiya (lett."Ghirlanda di fiori"), rappresentante gli odori, e Dhupa (lett."Incenso").
La sillaba seme di questa Famiglia è Tram. La sua Saggezza è la Saggezza dell'Uguaglianza (ossia la Saggezza che porta alla conoscenza che ogni essere senziente, dai Devas fino ai Dannati, è uguale all'altro, ossia è "Vuoto" di un Io, e possiede in potenza la Natura-di-Buddha), trasmutazione della Gelosia-Avidità.
5. A nord siede Amogjasiddhi (lett."Realizzazione Insuperabile"). Rappresenta l'aggregato purificato delle formazioni karmiche.
È di colore verde, con la mano destra nell'Abhayamudra (lett."Gesto di protezione"), e la sinistra che regge un visvavajra (lett."Doppio Vajra"), simbolo della Famiglia Karma.
Siede su un trono sorretto da un Garuda (suo veicolo o animale simbolico). È in unione con Tara (lett."La Stella"), anch'essa verde, rappresentante l'elemento aria purificato. Sono affiancati dai Bodhisattva Maitreya, rappresentante la coscienza uditiva, Sarvanivaranaviskambhin, rappresentante l'organo orecchio, Nirti, rappresentante i suoni, e Dhvan(lett."Suono") , rappresentante il concetto di "Presente".
La Sillaba seme di questa Famiglia è Ah. La sua Saggezza è la Saggezza che tutto realizza (ossia la Saggezza che conosce tutti i modi possibili di affrontare le situazioni e imboccare la via giusta), trasmutazione della Paura.

Intorno ai Cinque Jina vengono poi rappresentate altre Deità , quali i Quattro Guardiani (da non confondere con i 4 Lokapala), che rappresentato i Quattro Illimitati, i sei Muni (lett."Santi" o "Saggi"), ossia i Buddha dediti ai sei destini, etc.